# 拉里·W·艾斯波西多
拉里·W·艾斯波西多（英語：Larry W. Esposito，1951年4月15日—）是一名美國行星天文學家，科羅拉多大學博爾德分校大氣與太空物理實驗室教授。艾斯波西多1973年畢業於麻省理工學院，後在麻薩諸塞大學阿默斯特分校獲得天文學博士學位。1985 年，他被美國天文學會授予哈羅德·C·尤里獎。他還獲得了NAS傑出科學成就獎章，以及美國物理教師協會和美國物理學會頒發的里希特邁爾講座獎。他目前的工作涉及行星大氣和環系統。
艾斯波西多是NASA卡西尼-惠更斯號土星系統非載人飛行任務上紫外線成像攝譜儀的主要研究員。